# Mikkel Hindhede
Mikkel Hindhede, född 13 februari 1862, död 17 december 1945, var en dansk läkare och näringsforskare, född på gården Hindhede utanför Ringkøbing på Jyllands västkust.
Hindhede var chef för Statens Laboratorium for Ernæringsundersøgelser på Frederiksberg i Köpenhamn 1910 – 32 och rådgivare i livsmedels- och ransoneringsfrågor till den danska regeringen under första världskriget.
Uppmuntrad av sin morbror, fysikern Niels Johannes Fjord på Den Kongelige Veterinær- og Landbohøjskole, fick Hindhede möjlighet att studera medicin i Köpenhamn. Hans examen 1888 väckte viss uppmärksamhet, eftersom ingen dansk läkarstuderande hade tagit medicinsk examen med utmärkelse (laud prae ceteris) på flera decennier.
Efter nästan tjugo år som praktiserande läkare i Skanderborg på Jylland återvände Hindhede med sin familj till Köpenhamn 1909 och bodde där resten av sitt liv. 
I sin forskning studerade han bland annat människans dagsbehov av protein och visade att tidigare uppskattningar på över 100 gram var överdrivna. Han rekommenderade mera rågbröd, potatis och grönsaker och mindre kött.
Hindhede Nature Park och Hindhede Quarry i Singapore är uppkallade efter den äldre av hans två söner, Jens Hindhede, som var affärsman och teplantageägare i Singapore och Malaysia på 20- och 30-talet.
Den yngre sonen var civilingenjören och industrimannen Kristian Hindhede.

## Utmärkelser
- Riddare av Dannebrogorden,  1908[3]

[Redigera Wikidata]